# علی‌محمد مژده
علی محمد مژده (۲۵ آذر ۱۲۹۹ ه‍.ش – ۳۱ فروردین ۱۳۸۱) پژوهشگر، نویسنده، ایران‌شناس، شاعر، نویسنده، مترجم و استاد بازنشستهٔ دانشگاه شیراز بود.

## زندگی
دکتر علی محمد مژده در سال ۱۲۹۹ در شیراز به دنیا آمد. تحصیلات ابتدایی و دورهٔ اول دبیرستان را در شیراز گذراند. در آن دوران قرآن و بسیاری از متون فارسی را آموخت و توانست عربی و قواعد صرف و نحو را یاد بگیرد. پس از آن به دانشسرای مقدماتی آباده رفت و دورهٔ آموزگار ی را گذراند و به خدمت وزارت فرهنگ درآمد. علی محمد مژده، در ۱۳۲۸ شمسی کارشناسی و در ۱۳۳۳ ش موفق به دریافت درجهٔ دکتری زبان و ادبیات فارسی از دانشگاه تهران شد. ایشان در تأسیس بخش زبان و ادبیات در دانشگاه شیراز سهم به سزایی به عهده داشت و از سال ۱۳۳۴ ش دانشیار دانشکدهٔ ادبیات دانشگاه شیراز بود و علاوه بر سمت استادی، ریاست بخش فارسی نیز به او واگذار گردید. دکتر مژده، مسئولیت اداره انتشارات و روابط عمومی دانشگاه را نیز بر عهده داشت. علی محمد مژدهٔ شیرازی در شکل‌دادن به تدریس دانشگاهی در دانشگاه شیراز نقش مهمی داشت و بسیاری از استادان فعلی دانشگاه‌های ایران، از شاگردان وی هستند. دکتر مژده استاد تمام دانشگاه شیراز بود.

## آثار
- تاریخ ایران بعد از اسلام
- راز زندگی
- تاریخ علم و فلسفه در اسلام[۱]
- تاریخ ملل اسلامی[۱]
- نظرهایی بتاریخ جهان نهرو[۱]
- صدو پنجاه سال جوان بمانید[۱]
- منازل السائرین خواجه عبداللَّه انصاری[۱]

## مقالات
- بزرگی‌های شاهنامه فردوسی و بیان دقائقی از آن
- حکیم ناصر خسرو و فلسفه او